# Deia, Suceava
Deia (germană Dea) este un sat în comuna Frumosu din județul Suceava, Bucovina, România.

## Recensământul din 1930
Componența etnică a satului Deia
     Români (98,29%)
     Germani (1,42%)
     Altă etnie (0,29%)
Componența confesională a satului Deia
     Ortodocși (98,58%)
     Romano-catolici (0,71%)
     Evanghelici\Luterani (0,71%)
Conform recensământului efectuat în 1930, populația satului Deia se ridica la 691 locuitori. Majoritatea locuitorilor erau români (98,29%), cu o minoritate de germani (1,42%). Din punct de vedere confesional, majoritatea locuitorilor erau ortodocși (98,58%), dar existau și romano-catolici (0,71%) și evanghelici\luterani (0,71%).
 Acest articol despre o localitate din județul Suceava este deocamdată un ciot. Puteți ajuta Wikipedia prin completarea lui.